# فرانک ترلتسکی
فرانک ترلتسکی (به آلمانی: Frank Terletzki) بازیکن فوتبال و هافبک اهل آلمان شرقی بود که از سال ۱۹۷۵ میلادی عضو تیم ملی فوتبال آلمان شرقی بوده‌است. وی در ۴ بازی ملی حضور داشته و در بازی‌های ملی‌اش ۱ گل به ثمر رساند. فرانک ترلتسکی آخرین بازی ملی خود را در سال ۱۹۸۰ میلادی انجام داد.